# Transavia

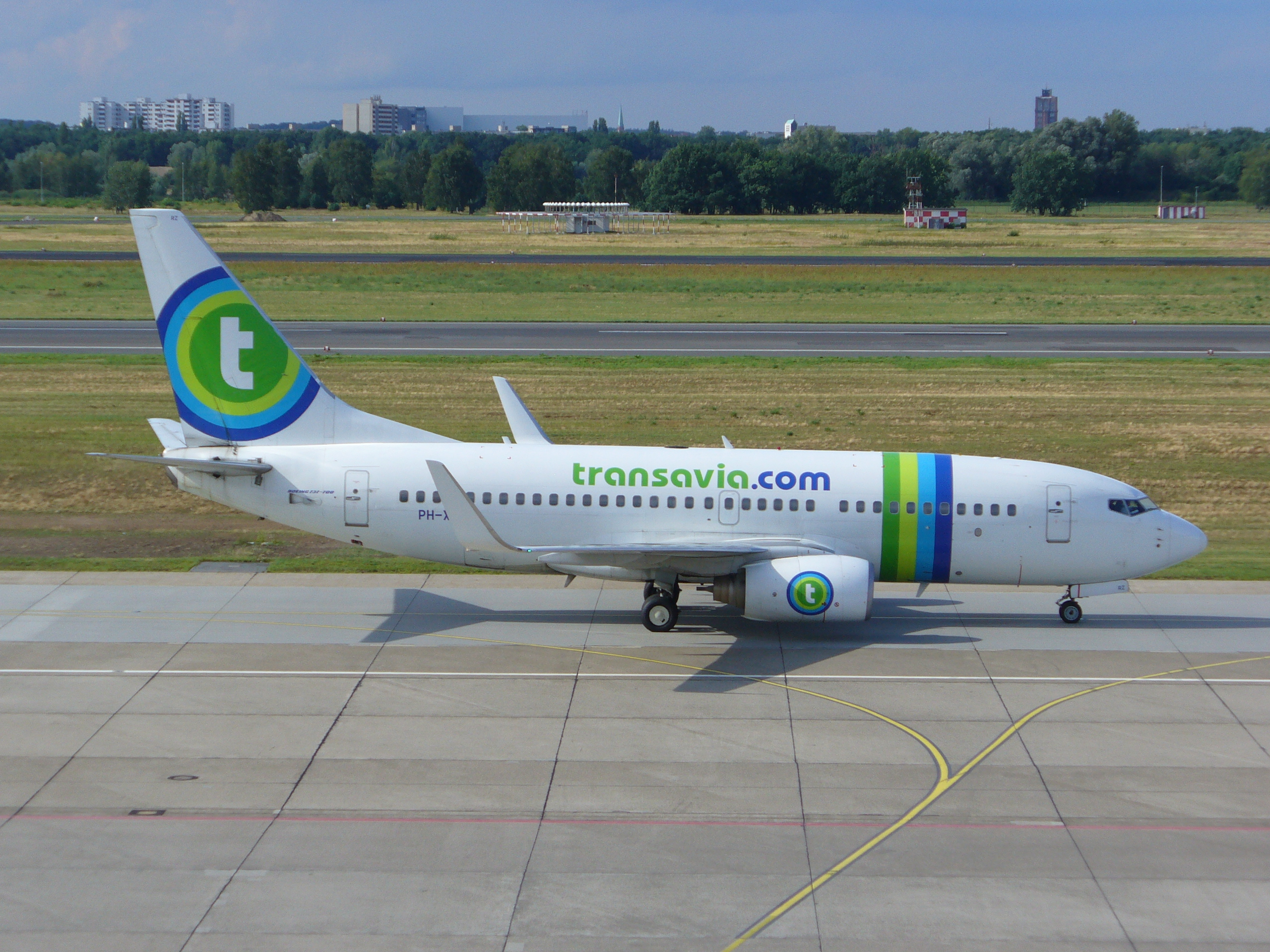
A Transavia egyik Boeing 737–700-as gépe (Berlin-Tegel repülőtér)

A Transavia Airlines C.V. (IATA: HV, ICAO: TRA, Hívójel: TRANSAVIA), közismertebb nevén Transavia egy holland tulajdonú diszkont légitársaság. Fő bázisa az Amszterdam-Schiphol repülőtér, további bázisai pedig a Rotterdam The Hague és az Eindhoven repülőtéren vannak. A Transavia francia leányvállalata a Transavia France. A légitársaság az Air France-KLM 100%-os tulajdonában van.

## Desztinációk

### Afrika
- Egyiptom
- Marokkó
- Tunézia

### Ázsia
- Törökország

### Európa
- Ausztria
- Ciprus
- Dánia
- Finnország
- Franciaország
- Görögország
- Hollandia
- Horvátország
- Magyarország
- Málta
- Egyesült Királyság
- Németország
- Olaszország
- Portugália
- Spanyolország
- Svájc